# Gemeinschaft Integrierter Staaten
Die Gemeinschaft Integrierter Staaten (GIS; russisch Сообщество интегрированных государств Soobschtschestwo integrirowannych gossudarstw) war ein Reintegrationsversuch und eine Vereinigung einiger Mitglieder der Gemeinschaft Unabhängiger Staaten.
Im April 1996 unterzeichneten Vertreter von Belarus, Kasachstan, Kirgisistan und Russland einen Vertrag über die Gründung einer Gemeinschaft zur verstärkten Zusammenarbeit nach EU-Vorbild.
Die Einladung des damaligen russischen Präsidenten Jelzin auch an Bulgarien, der Gemeinschaft beizutreten, verärgerte 1996 die bulgarische Regierung.
Im Februar 1999 trat auch Tadschikistan bei. Die vereinbarten übernationalen Institutionen nahmen faktisch nie ihre Arbeit auf. Im Oktober 2000 beschlossen die GIS-Mitglieder die Bildung der Eurasischen Wirtschaftsgemeinschaft.